# Dmytro Witowski

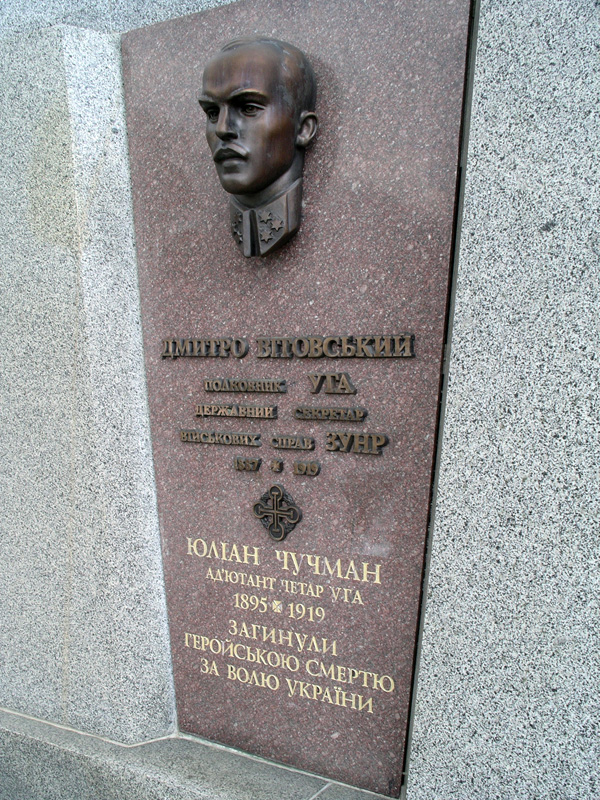
Nagrobek Dmytra Witowskiego na Cmentarzu Łyczakowskim

Dmytro Dmytrowycz Witowski (ukr. Дмитро Дмитрович Вітовський; ur. 6 listopada 1877 we wsi Meducha, zm. 4 sierpnia 1919 koło Raciborza) – ukraiński polityk, dowódca UHA, państwowy sekretarz spraw wojskowych Zachodnioukraińskiej Republiki Ludowej (ZURL), kapitan Ukraińskich Strzelców Siczowych (USS).

## Życiorys
Ukończył gimnazjum w Stanisławowie, następnie wydział prawa Uniwersytetu Lwowskiego.
Członek Zarządu Głównego Ukraińskiej Partii Radykalnej, organizator „Siczy”, przywódca ukraińskich organizacji studenckich. Brał udział w walce o utworzenie ukraińskiego uniwersytetu we Lwowie, przygotował plan uwolnienia Myrosława Siczynskiego, zabójcy namiestnika Galicji Andrzeja Potockiego. Za aktywną działalność polityczną utracił austro-węgierski stopień oficerski, otrzymany w 1908.
W Legionie USS, gdzie był przeniesiony z wojska austriackiego, służył od sierpnia 1914, dowodząc jedną z najlepszych sotni. Był jednym z nieformalnych liderów USS, twórcą funduszu strzeleckiego.
W latach 1916–1917 razem z czetarem M. Sajewiczem i M. Hawrylukiem organizują ukraińskie szkolnictwo na Wołyniu, w 1918 na Podolu.
Jeden z dowódców walk o Lwów w listopadzie 1918. W maju 1919 delegat na konferencję pokojową w Paryżu, wysłany w celu przerwania przez Ententę wojny polsko-ukraińskiej. Wracając z Paryża, zginął w katastrofie lotniczej pod Raciborzem, wówczas na terytorium Niemiec.
Pochowany 14 sierpnia 1919 na Cmentarzu Hugenotów w Berlinie. 1 listopada 2002 jego ciało przeniesiono i pochowano na Cmentarzu Łyczakowskim we Lwowie.